# Phrurolithus nigrinus
Phrurolithus nigrinus is een spinnensoort uit de familie van de Phrurolithidae.
De wetenschappelijke naam van de soort werd in 1878 als Micariosoma nigrinum gepubliceerd door Eugène Simon.